# Агрия (мыс)
Агрия (или Ту) — мыс, примыкающий к Ольгинской бухте в Чёрном море в Туапсинском районе Краснодарского края.
Выдаётся в Чёрное море между населёнными пунктами Ольгинка и Новомихайловский. Представляет собой невысокое плато, покрытое смешанным лесом, ограниченное с моря скальной грядой.
Мыс Агрия расположен в северо-западной части Ольгинской бухты.
Над мысом возвышается гора Ту высотой 248,8 м.
Мыс Агрия является природно-ландшафтной достопримечательностью Ольгинки. Мыс входит в территорию природно-ландшафтного заказника «Агрийский».
По мнению исследователей (краеведа И. В. Бутвина и др.), топоним Агрия происходит от слова «акра» («мыс» — абх.).
На мысе Агрия стоит выявленный объект культурного наследия «Дача генерала Соколова, начало XX в. (дом жилой, дача, конец XIX—XX веков)». Поставлен на государственную охрану распоряжением комитета по охране, реставрации и эксплуатации историко-культурных ценностей (наследия) Краснодарского края от 8.01.2002 № 1-р.
Также на мысе расположены: посёлок санатория «Агрия», Зайчинский водопад на реке Зайчина (известный также под названием Девичьи косы), руины старинной дачи журналиста М. А. Суворина.